# Gabriel Gietzky
Gabriel Gietzky (ur. 2 sierpnia 1969 w Wieluniu) – polski aktor, scenarzysta, reżyser, wykładowca akademicki, dyrektor teatrów i producent teatralny.

## Życiorys
Ukończył studia w Państwowej Wyższej Szkole Teatralnej w Krakowie (wydziały zamiejscowe we Wrocławiu). 
W latach 1994–1999 pracował w Bałtyckim Teatrze Dramatycznym w Koszalinie, gdzie zagrał główne role w ponad 20 przedstawieniach. W latach 2000–2001 był stypendystą Wydziału Reżyserii DAMU w Pradze. W 2004 z wyróżnieniem ukończył studia na Wydziale Reżyserii Dramatu w Akademii Teatralnej w Warszawie. Był uczniem Macieja Wojtyszki, Jana Englerta, Gustawa Holoubka, Jana Kulczyńskiego i asystentem Krystiana Lupy („Wymazywanie” według Thomasa Bernharda oraz „Azyl” według Maksima Gorkiego).
Zrealizował różnorodne spektakle w teatrach w Polsce i za granicą. W 2016 wyreżyserował w 400. rocznicę śmierci Williama Shakespeare'a prapremierę nigdy w Polsce nie tłumaczonego tekstu "Dwóch szlachetnych krewnych". W latach 2014–2017 był dyrektorem Teatru Dzieci Zagłębia im. Jana Dormana w Będzinie, którego likwidacji zapobiegł. Od 2020 pełnił obowiązki dyrektora a od 2022 jest dyrektorem Teatru „Pinokio” w Łodzi.
W 2020 roku uzyskał stopień doktora sztuki.
Odznaczony brązowym medalem "Zasłużony Kulturze Gloria Artis".

## Wybrane role
- Lili, Gracz – "Kowal Malambo” T. Słobodzianka, reż. Marek Pasieczny, Bałtycki Teatr Dramatyczny w Koszalinie (BTD)
- M2 – "Gdyby” B. Shaeffera, reż. Krzysztof Galos, BTD
- Kim – "Kuszenie św. Antoniego” Wł. Szturca, reż. Krzysztof Prus, BTD
- Aktor, Kretynik – "Bóg” W. Allena, reż. Zbigniew Najmoła, BTD
- Hanemann Heinrich von Kleist – "Hanemann” S. Chwina, reż. Sebastian Majewski, BTD
- Romeo – "Romeo i Julia” W. Shakespeare’a, reż. Stanisław Nosowicz, BTD
- Peer Gynt – “Peer Gynt” H. Ibsena, reż. Jerzy Wojtkowiak, BTD

## Wybrane realizacje reżyserskie
- "Dziady” według A. Mickiewicza – Teatr Miejski w Gdyni, 11.03.2003
- "Morderstwo” H. Levina – adaptacja i reżyseria – Teatr K2 we Wrocławiu, 26.10.2003
- "wariacje bernhardowskie” przemysława f – reżyseria i aranżacja przestrzeni – Teatr Polski we Wrocławiu, 11.02.2005
- "Šedá myší opera” M. Wanek, E. Kočičková i P. K. Soudek – Národní divadlo, Praga 27.02.2005
- "wariacje bernhardowskie” przemysława f – Teatr Powszechny w Warszawie, 05.05.2005
- "Przytuleni” J.Gardella – reżyseria i opracowanie muzyczne – Wrocławski Teatr Współczesny, 10.09.2005
- "Gwałtu, co się dzieje!” A. Fredry – Teatr Powszechny w Warszawie, 12.05.2006
- "Ożenek” N. Gogola – Teatr im. A. Mickiewicza w Częstochowie, 04.11.2006
- "Kosmetyka wroga” według A. Nothomb – adaptacja i reżyseria – Teatr im. W. Siemaszkowej w Rzeszowie, 10.03.2007
- "Traktat” według L. Wittgensteina – scenariusz i reżyseria – Wrocławski Teatr Współczesny, 21.09.2007
- "Niestworzona historia albo Ostatni tatuś” M. Walczaka – opracowanie tekstu i reżyseria – Teatr im. W. Horzycy w Toruniu, 27.10.2007
- "…do ojca…” według F. Kafki – scenariusz i reżyseria – Teatr im. A. Mickiewicza w Częstochowie, 14.11.2007
- "Kupiec wenecki” W. Shakespeare’a – Wrocławski Teatr Współczesny, 26.04.2008
- "Boeing Boeing" M. Camolettiego - Teatr Buffo w Warszawie, 25.05.2009
- "Pułapka” T. Różewicza – Wrocławski Teatr Współczesny, 13.03.2010
- "5 razy Albertyna" M. Tremblaya – opracowanie muzyczne i reżyseria - Teatr Śląski w Katowicach, 07.05.2010
- "Cukier Stanik" Zyty Rudzkiej – Teatr Laboratorium Dramatu, 16.06.2010
- "Koriolan” W. Shakespeare’a – Teatr Powszechny w Warszawie, 10.06.2011
- "Sex Guru” W. Weinbergera – Teatr Palladium w Warszawie, 27.03.2012
- "Mewa" A. Czechowa – opracowanie muzyczne i reżyseria – Teatr Śląski w Katowicach, 20.04.2012
- "Faza delta" R. Paczocha – opracowanie muzyczne i reżyseria – Teatr Powszechny w Warszawie, 06.12.2012
- "Pornografia" W. Gombrowicza – adaptacja i reżyseria – Divadlo Komedie – Praha, 04.03.2013
- "Opowieści z ulicy Brokatowej" P. Gripari – adaptacja i reżyseria – PWST w Krakowie, wydziały zamiejscowe we Wrocławiu, Wydział Lalkarski, 06.12.2013
- "Układ" E. Kazan – opracowanie muzyczne i reżyseria – Teatr im. Stefana Jaracza w Olsztynie, 16.05.2014
- "Przytuleni" J. Gardell – adaptacja i reżyseria – Teatr Bez Sceny w Katowicach, 25.08.2016
- "Dwóch szlachetnych krewnych" W. Shakespeare'a i J. Fletchera – PRAPREMIERA POLSKA – koncepcja i reżyseria – Teatr Dormana w Będzinie, 18.12.2016
- "Zabić Celebrytę" R. Paczocha – reżyseria/rola główna – Teatr Żeromskiego w Kielcach, 08.04.2017
- "#VQRV" K. Błaszczyńska – reżyseria – Szkoła Aktorska Teatru Śląskiego w Katowicach, 11.05.2017
- "Mistrz i Małgorzata" M. Bułhakow – reżyseria – Teatr im. Wojciecha Bogusławskiego w Kaliszu, 15.12.2018
- "Opowieści z Narnii – Lew, czarownica i stara szafa" C.S. Lewis – reżyseria – Teatr Żeromskiego w Kielcach, 12.10.2019
- "Kanarki" - scenariusz i reżyseria – Teatr ROZBARK w Bytomiu, 17.10.2020
- "Kariera Nikodema Dyzmy" T. Dolega-Mostowicz – reżyseria – Teatr im. A. Mickiewicza w Częstochowie, 01.04.2023
- "Ciepłe pszczoły, zimne jelenie albo jak pozbyć się dzieci" P. Wohlleben – reżyseria – Teatr PINOKIO w Łodzi, 30.09.2023
- "Folwark zwierzęcy" G. Orwell – reżyseria – Teatr PINOKIO w Łodzi, 23.03.2024[3]

## Nagrody
- 1996, II Ogólnopolski Konkurs na Wystawienie Polskiej Sztuki Współczesnej, Warszawa – Wyróżnienie za rolę M-2 w spektaklu „Gdyby” B. Shaeffera w reż. Krzysztofa Galosa.
- 2004, EURODRAMA, Wrocław – Nagroda Publiczności dla spektaklu „wariacje bernhardowskie” przemysława f.
- 2008, Konkurs na inscenizację dzieł Williama Shakespeare'a w sezonie 2007/2008, Gdańsk – Honorowe Wyróżnienie za reżyserię spektaklu „Kupiec wenecki” W. Shakespeare’a[4].
- 2009, XI Ogólnopolski Festiwal Sztuki Reżyserskiej "INTERPRETACJE", Katowice – Nagroda jednego jurora oraz "Zaproszenie od Stanisława" za reżyserię spektaklu "Kupiec wenecki" W. Shakespeare'a[5].
- 2011, XV Ogólnopolski Festiwal Komedii "TALIA", Tarnów – Nagroda Publiczności dla spektaklu "Boeing Boeing" M. Camolettiego[6].
- 2013, nominowany do Feliksów Warszawskich za najlepszą reżyserię spektaklu "Faza Delta" Radosława Paczochy w Teatrze Powszechnym im. Zygmunta Hűbnera[7].
- 2016, odznaczony Brązowym Medalem Zasłużony Kulturze "Gloria Artis".
- 2017, Nagroda dla najlepszego przedstawienia - #VQRV – Międzynarodowy Festiwal Szkół Aktorskich PidiFEST – Praga.
- 2017, Nagroda dziennikarzy – "Dzika Róża" – dla najlepszego aktora sezonu 2016/2017 – Kielce[8].
- 2020, Nagroda dziennikarzy – "Dzika Róża” – dla reżysera najlepszego spektaklu 2019/2020 – Kielce.